# 모라 (게임)

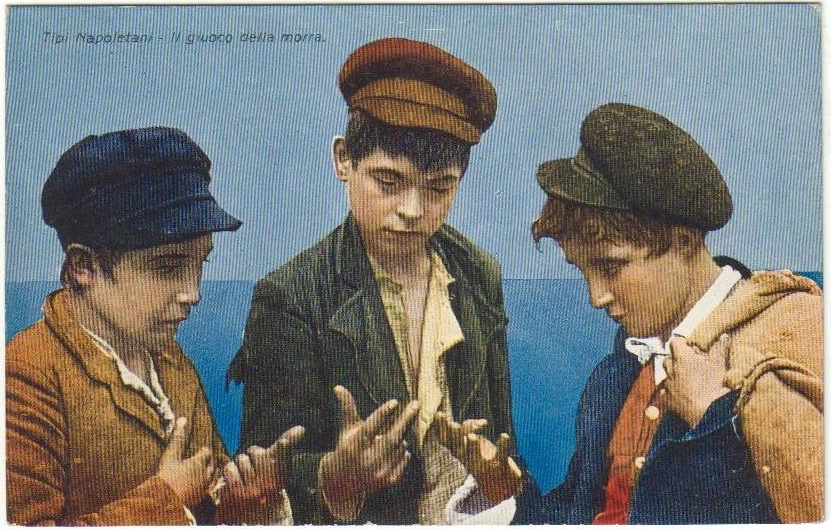

모라(Morra)는 고대 그리스 로마 시대부터 지금까지 이어온 손 게임이다.
각 플레이어는 동시에 자신의 손을 드러내고 손가락을 몇 개나 펴고 숫자를 부른다. 모든 플레이어가 공개한 총 손가락 수를 성공적으로 추측한 플레이어는 점수를 얻는다.
모라는 두 사람이 동전을 던지거나 오락을 위해 문제를 결정하는 데 사용할 수 있다.

## 같이 보기
- 가위바위보